# Glioblastoma multiforme
Glioblastoma multiforme (GBM, Glioblastom) je nejčastější a nejmalignější gliom mozku. Vzniká i malignizací nižších gradů astrocytomů (WHO grade II – astrocytom s nižším stupněm malignity, WHO grade III – anaplastický astrocytom). Nejčastěji se vyskytuje multiformní glioblastom (WHO gr. IV), méně anaplastický astrocytom (WHO gr. III). Anaplastické oligodendrogliomy a oligoastrocytomy jsou mnohem vzácnější. Přestože se jedná o zhoubný nádor, velice vzácně zakládá metastázy, tedy druhotná nádorová ložiska. Škodí však svým rychlým růstem, který vede ke zvyšování nitrolebního tlaku a samotným útlakem okolních struktur mozku.
Glioblastoma multiforme tvoří přibližně 75 % všech high-grade gliomů. Incidence se popisuje mezi 3–4 případy na 100 000 obyvatel za rok. Typicky postihuje dospělé mezi 45–75 lety (více než 80 % pacientů je starších 50 let).

## Příznaky
Nejčastějšími příznaky jsou záchvaty, nausea a zvracení, bolest hlavy, poruchy paměti a hemiparéza. Odlišitelným symptomem je progresivní deficit ve funkčních, které přináležejí přednímu a temporálnímu laloku. Progrese může být rapidní i pozvolná. CT vyšetření v případě podezření na mozkový nádor je indikováno při fokálním neurologickém deficitu, po epileptickém záchvatu či při příznacích
nitrolební hypertenze. Glioblastom se jeví jako hypodenzní ložisko s periferní prstenčitou zónou zesíleného kontrastu a zónou penumbry mozkového edému. Tumor však může vzácně probíhat latentně s následným náhlým – často již neřešitelným – zhoršením stavu při herniaci mozkové tkáně či obstrukci likvorových cest.

## Léčba
Léčba glioblastomu spočívá ve vyčerpání možností chirurgie a radioterapie a následné chemoterapeutické léčbě. V první řadě je posouzena operabilita nádoru. Neurochirurg má snahu o maximální možnou resekci nádoru, ovšem s ohledem na umístění nádoru v mozku. Pokud se nádor vyskytl v blízkosti životně důležitých struktur, může přicházet v úvahu jen částečná resekce anebo dokonce pouze biopsie.
Následně je pacient referován na onkologické pracoviště, kde je provedena pooperační radioterapie (ozařování). Cílovým objemem je dutina po resekci nádoru, případné zbytky nádoru viditelné na magnetické rezonanci a bezpečnostní lem. U pacientů ve velmi dobrém klinickém stavu se souběžně podává cytostatikum temozolomid ve formě tablet. Po dokončení ozařování se zpravidla pokračuje samostatnou chemoterapií temozolomidem, pokud to zdravotní stav umožňuje. Pacient je pravidelně kontrolován magnetickou rezonancí. V případě, že magnetická rezonance ukáže progresi nádoru (jeho zvětšení, zvýraznění sycení kontrastní látkou či vzniku nových ložisek), na multidisciplinárním týmu lékaři opětovně zváží, zda je u pacienta možná operace či další radioterapie. Zároveň se zpravidla mění druh podávané chemoterapie. Při opakovaně negativním nálezu na magnetické rezonanci lze připustit pouze pečlivé sledování pacienta.
Glioblastom patří mezi nádory se špatnou prognózou. Neléčení pacienti umírají zpravidla do půl roku. Ani u léčených pacientů nebývá obvyklé přežití v řádu mnoha let. Podle American Cancer Society je pravděpodobnost přežití 5 let od stanovení diagnosy glioblastomu pouze 22% u věkové skupiny 20-44 let, 9% ve věkové skupině 45-54 let a pouze 6% ve věkové skupině 55 a víc let.
Na prognosu má zásadní vliv zejména radikalita chirurgického výkonu. Glioblastomy často recidivují, dlouhodobé kompletní remise (tj. vymizení nádoru) jsou výjimečné.